# Petersburg (Nyugat-Virginia)
Petersburg település az Amerikai Egyesült Államok Nyugat-Virginia államában, Grant megyében, melynek megyeszékhelye is. Lakosainak száma 2284 fő (2020. április 1.).

## Népesség
A település népességének változása:

| 2010 | 2 467 |
| 2020 | 2 284 |